# Mazagran (France)
Pour les articles homonymes, voir Mazagran.

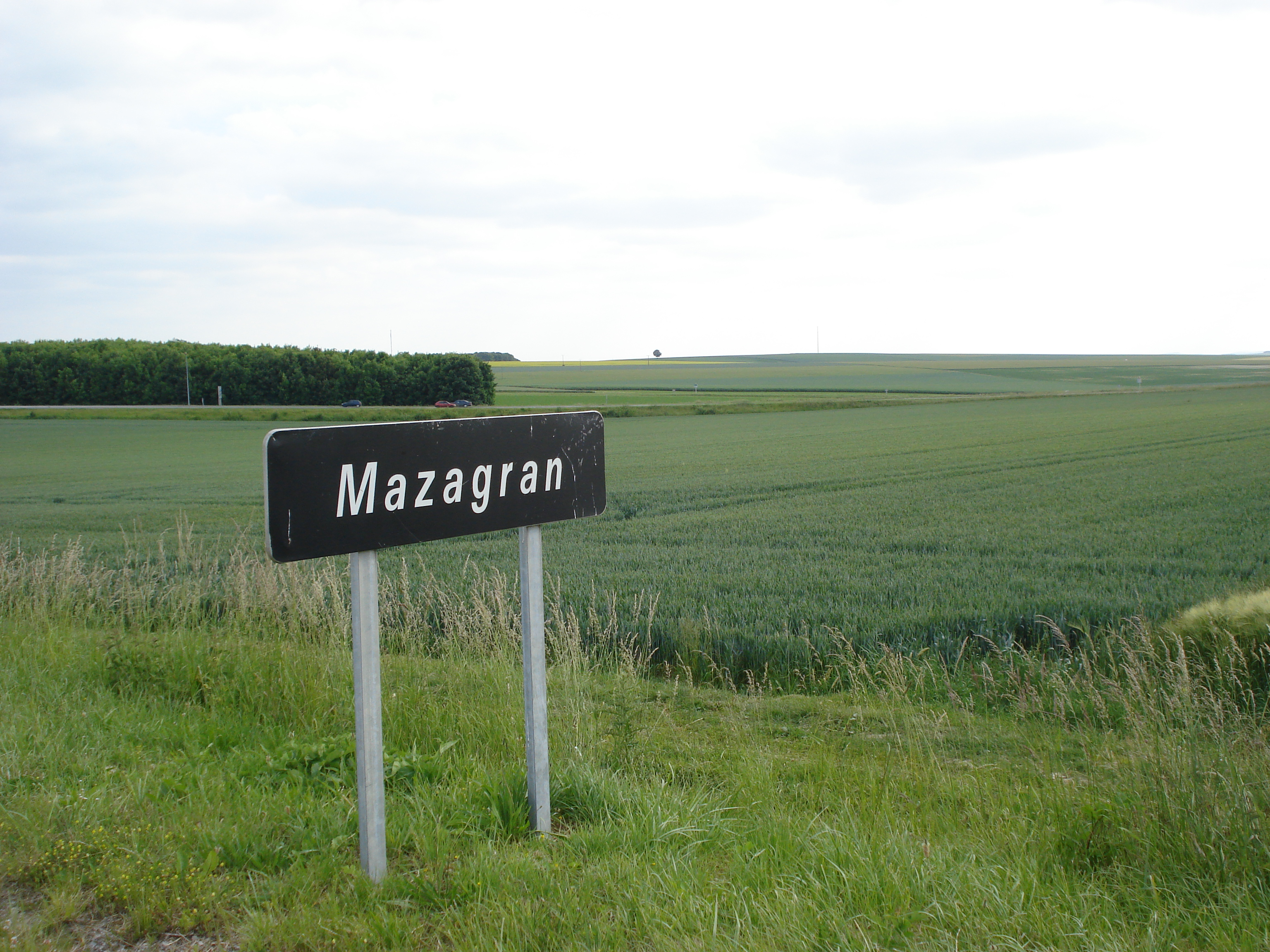
Mazagran, site du livre d'André Dhôtel : Le Plateau de Mazagran

Le nom de la ville algérienne de Mazagran a été donné par les soldats de la Conquête de l'Algérie par la France, en souvenir de la bataille de Mazagran (1840), à quelques hameaux et lieux-dits en France. 
Ardennes
- Mazagran est un lieu-dit de la commune de Louvergny ;
- Mazagran (49° 23′ 35,76″ N, 4° 35′ 05,8″ E) est un lieu-dit de la commune de Tourcelles-Chaumont devenu un carrefour important entre les routes de Reims, Vouziers, Châlons-en-Champagne, Rethel et Charleville-Mézières. Le carrefour giratoire actuel de Mazagran marque la frontière naturelle entre la Champagne crayeuse ardennaise, aux vastes plaines agricoles, et l'Argonne ardennaise forestière et touristique. C'est à Mazagran que l'auteur André Dhôtel a situé son roman Le Plateau de Mazagran ;
- Mazagran est un lieu-dit de la commune de Wagnon.

Eure-et-Loir
- Mazagran est un lieu-dit de la commune de Pré-Saint-Évroult.

Gers
- Mazagran est un lieu-dit de la commune de Castelnau-d'Auzan.

Gironde
- Mazagran est un lieu-dit de la commune de Saint-Pierre-de-Mons.

Haute-Garonne
- Mazagran est un lieu-dit de la commune de Montastruc-la-Conseillère.

Indre-et-Loire
- Mazagran est un lieu-dit de la commune de La Membrolle-sur-Choisille.

Loiret
- Mazagran (47° 35′ 20″ N, 2° 50′ 56″ E) est un lieu-dit de la commune de Bonny-sur-Loire.

Marne
- Mazagran est un lieu-dit de la commune de La Chapelle-Felcourt

Mayenne
- Mazagran est un lieu-dit de la commune d'Évron ;
- Mazagran est un lieu-dit de la commune de Saint-Georges-le-Fléchard ;
- Mazagran est un lieu-dit de la commune de Villaines-la-Juhel.

Meurthe-et-Moselle
- Mazagran est un lieu-dit de la commune de Bayonville-sur-Mad ;
- Mazagran est un lieu-dit de la commune de Chaligny.

Meuse
- Mazagran est un lieu-dit de la commune de Troussey.

Moselle
- Mazagran (49° 00′ 37″ N, 6° 41′ 24″ E) est un lieu-dit de la commune de Bistroff ;
- Mazagran (49° 09′ 00″ N, 6° 20′ 09″ E) est un lieu-dit de la commune de Sainte-Barbe à 12 km de Metz. La ferme éponyme conserve la mémoire d'un soldat qui défendit le fortin de Mazagran et abrite désormais une auberge.

Seine-et-Marne
- Mazagran est un lieu-dit de la commune de Épisy ;
- Mazagran (48° 50′ 36″ N, 3° 11′ 43″ E) est un lieu-dit de la commune de Saint-Denis-lès-Rebais.